# Mark Martin
Mark Anthony Martin (* 9. Januar 1959 in Batesville, Arkansas) ist ein ehemaliger US-amerikanischer NASCAR-Rennfahrer. Im Sprint Cup fuhr er zuletzt den Toyota Camry mit der Startnummer 55 für Michael Waltrip Racing. Zudem trat er auch in Rennen der Nationwide Series für JR Motorsports an. Martin wird oftmals auch als Mr. Consistency („Mr. Zuverlässigkeit“) bezeichnet, da er regelmäßig Ergebnisse in den Top 10 einfuhr. Dennoch gelang es ihm nie, die Meisterschaft oder das Daytona 500 zu gewinnen.

## Karriere

### Frühe Jahre
Nachdem Martin zu Beginn seiner Karriere für einige Jahre auf kurzen Dirt Tracks, also unasphaltierten Strecken, Rennen fuhr, debütierte er im Jahre 1977 in der American Speed Association (ASA). Gleich im ersten Jahr der Rennserie erlangte er den Titel als Rookie des Jahres. In den folgenden drei Jahren von 1978 bis 1980 gewann Mark Martin dreimal hintereinander die Meisterschaft.
Seine Karriere in der Cup-Serie von NASCAR, die zu jener Zeit noch Winston Cup hieß, begann im Jahre 1981. Bereits im dritten Rennen holte Martin seine erste Pole-Position. Nach mehreren Team- und Sponsorenwechsel im Zeitraum zwischen 1981 und 1983 kehrte Martin im Jahre 1984 zur ASA zurück. Während dieser Zeit konnte er nur eine Saison komplett bestreiten, als er sein eigenes Team gründete. Damit erreichte er fünf Top-10-Ergebnisse, bevor ihm allerdings das Geld ausging. Nach seiner Rückkehr zur ASA gewann er eine weitere Meisterschaft im Jahre 1986.

### Roush Racing

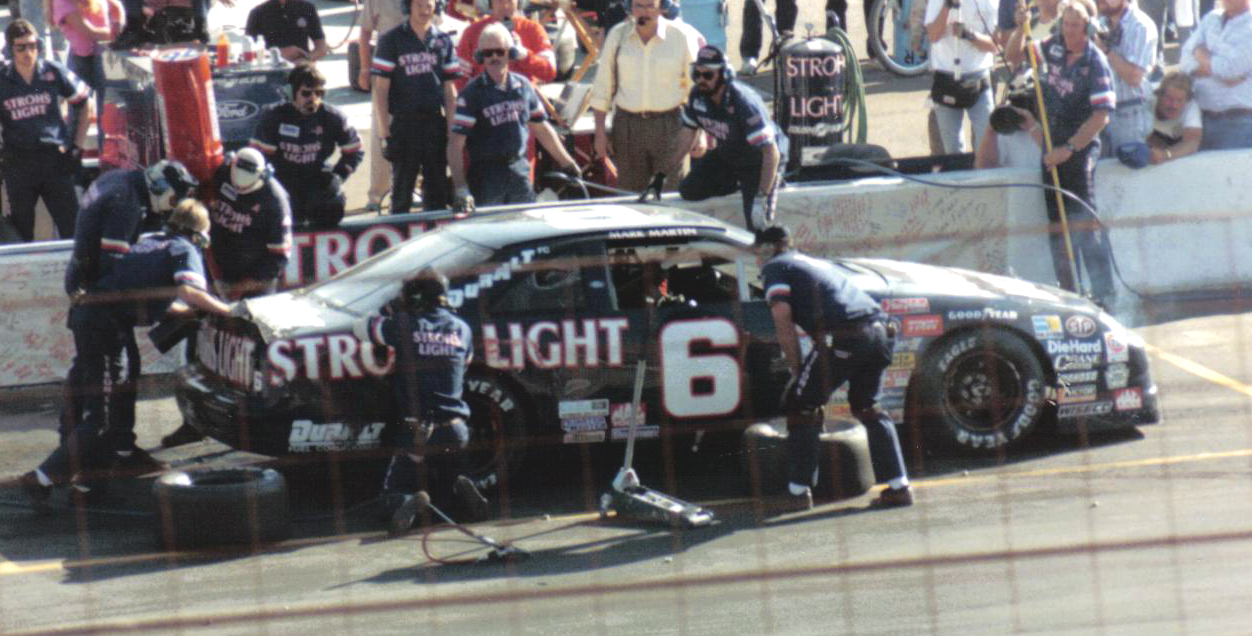
Mark Martin beim Boxenstopp 1989 in Phoenix

Im Jahre 1987 gab Martin NASCAR eine zweite Chance und startete in der Busch Grand National Series. Nach seinem ersten Sieg auf dem Dover International Speedway 1989 wurde Wagenbesitzer Jack Roush auf ihn aufmerksam. Im darauffolgenden Jahr begann eine lange Zusammenarbeit mit Roush Racing, die 19 Jahre anhalten sollte. In der zweiten gemeinsamen Saison fuhr Martin beim Pop Secret Microwave Popcorn 400 seinen lang ersehnten Sieg im Winston Cup ein.
Insgesamt erreichte Martin in der Cup-Serie 35 Siege und beendete viermal die Meisterschaft als Zweiter in den Jahren 1990, 1994, 1998 und 2002. Allerdings konnte er in den 19 Jahren für Jack Roush kein einziges Mal die Meisterschaft gewinnen, wobei er im Jahre 1990 in Richmond für den Einsatz eines illegalen, aber nicht leistungssteigernden Vergaser-Abstandshalters mit dem Abzug von 46 Punkten bestraft wurde und somit zum Saisonende die Meisterschaft um 26 Punkten gegenüber Dale Earnhardt verlor. Auch 1992 hatte er bis zum Saisonfinale Titelchance, doch mit 111 Punkten Rückstand auf Davey Allison sowie 81 auf den späteren Champion Alan Kulwicki waren seine Titelchancen nur theoretisch gewesen und er schloss die Saison als Sechster ab. Neben den vier Vizemeisterschaften stehen auf Martins Konto 49 Siege in der Nationwide Series.
Zu den weiteren Erfolgen mit Roush Racing zählen zudem fünf Meisterschaften in der IROC-Rennserie in den Jahren 1994, 1996, 1997, 1998 und 2005 sowie insgesamt 13 Rennsiege.
Zu Martins Sponsoren zählten Stroh Beer, Folgers Kaffee, Kraft, Valvoline, Viagra/Pfizer und die American Automobile Association. Martin kündigte an, nach dem Ende der Saison 2005 vom Rennsport zurückzutreten und bezeichnete sie als „Salute to You“-Tour als Dankeschön an seine Fans. Als sich Kurt Busch dazu entschloss, in der Saison 2006 nicht mehr für Roush Racing zu fahren, stand Roush zunächst ohne Fahrer für die folgende Saison da. Auf seine Bitte hin entschied sich Martin um und fuhr noch eine weitere Saison für Roush.
Ursprünglich war nach einer Ankündigung im Juni 2005 vorgesehen, dass Jamie McMurray den Wagen von Mark Martin mit der Startnummer 6 in der Saison 2006 übernehmen würde. Nachdem Martin aber doch noch eine weitere Saison bei Roush geblieben war, übernahm McMurray den Wagen von Kurt Busch mit der Startnummer 97, die ab 2006 in 26 umgeändert wurde. Als Ersatz für Martin nach Ende der Saison wurde David Ragan bestimmt.

### Ginn Racing

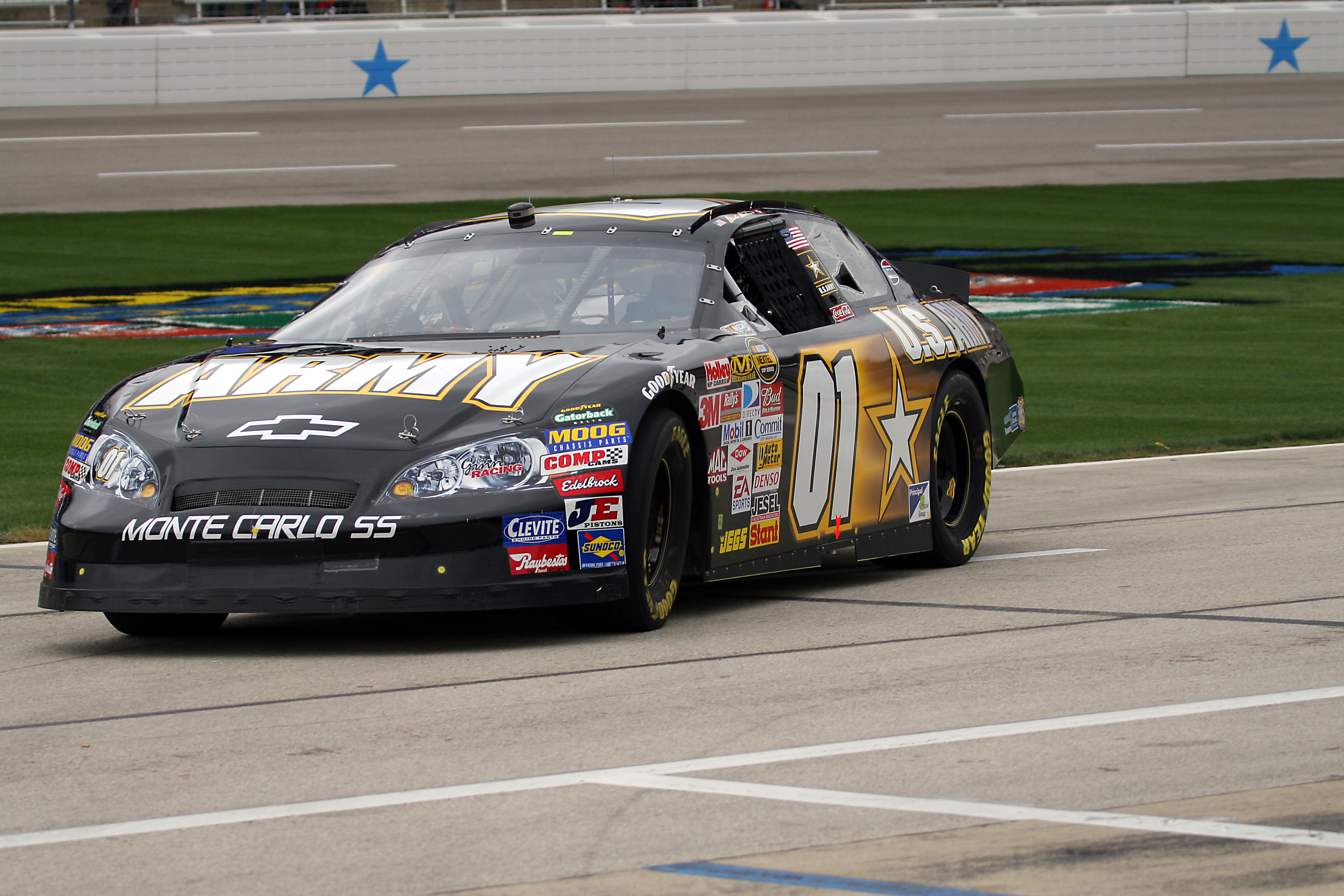
Mark Martin in Texas 2007

Am 6. Oktober 2006 wurde bekannt, dass Mark Martin in der Saison 2007 sich den Wagen mit der Startnummer 01 von Ginn Racing mit Nationwide-Series-Fahrer Regan Smith teilen und für 20 Rennen an den Start gehen werde. Aufgrund des Reglements von NASCAR war es für Roush nicht möglich, ihm für alle diese 20 Rennen einen Wagen zur Verfügung zu stellen, so dass Martin zumindest im Sprint Cup sich nach einem anderen Team umsehen musste.
Am 18. Februar 2007 beendete Martin das Daytona 500 mit einem Rückstand von nur 0,02 Sekunden hinter Kevin Harvick, der ihn auf der Zielgeraden noch vom ersten Platz verdrängte. Martin ging als Führender in die letzte Runde, bevor Harvick auf der Außenseite vom achten Platz nach vorne stürmte. Aufgrund eines Massenunfalls wenige hundert Meter vor der Zielflagge gab es entsprechend kontroverse Diskussionen, ob das Rennen nicht unter gelb neutralisiert zu Ende hätte gefahren werden müssen und somit Martin der eigentliche Sieger sei.
Die Saison 2007 ist die erste Saison von Martin mit drei hintereinander folgenden Top-5-Ergebnissen. Es ist zudem die Saison mit drei hintereinander folgenden Top-5-Ergebnissen für Martin seit 2002. Weiterhin ist er der älteste Fahrer der modernen NASCAR-Ära, der den Cup mehr als eine Woche lang nach Punkten angeführt hat. Er hielt diese Führung von zweiten Rennen der Saison, dem Auto Club 500, bis zum vierten Rennen, dem Atlanta 500. Nachdem er das Food City 500 aussetzte, wurde Martin der erste Fahrer seit Cale Yarborough, der ein Rennen als Meisterschaftsführender pausierte. Im Sommer fusionierte Ginn Racing mit Dale Earnhardt Inc. Über 120 Personen verloren dabei ihre Arbeitsplätze. Martin fuhr die Saison bei Dale Earnhardt, Inc. zu Ende.

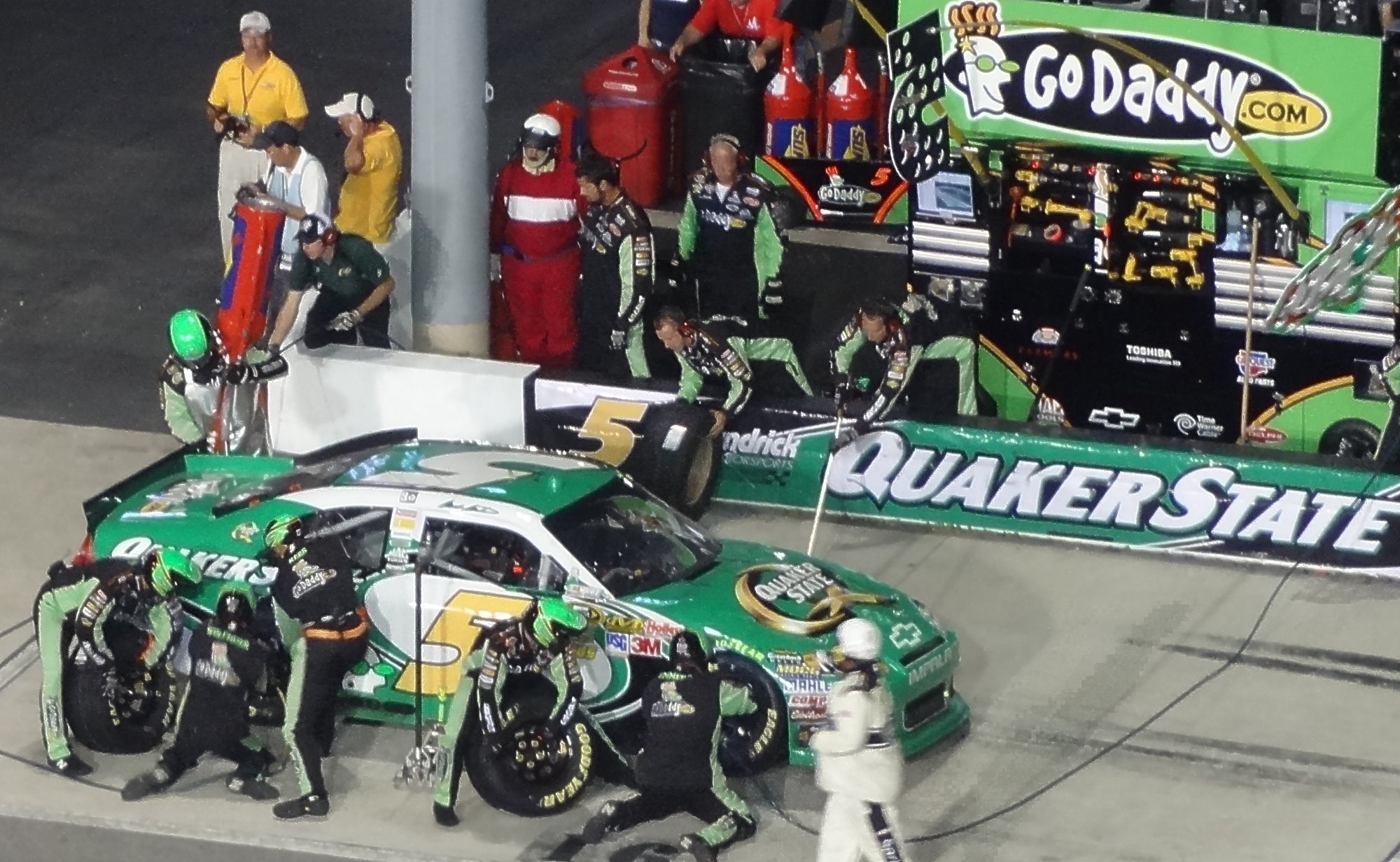
Martin während eines Pitstops beim Nachtrennen von Richmond, 2011.

### Dale Earnhardt Inc.
Auch in der Saison 2008 ging Martin für Dale Earnhardt, Inc. an den Start. Allerdings fuhr er nicht mehr in der Startnummer 01, sondern in der Startnummer 8. Er teilte sich den Wagen mit Aric Almirola und fuhr 24 der 36 Punktrennen. Er beendete 11 Rennen in der Top 10, vier davon in der Top 5. In der Nationwide Series gewann er auf dem Las Vegas Motor Speedway.

### Hendrick Motorsports
Für die Saison 2009 hat Mark Martin bei Hendrick Motorsports einen Zweijahresvertrag unterschrieben. Zunächst war geplant, dass er in der Saison 2009 alle 36 Cup-Rennen fährt und im Jahr 2010 noch 26 Rennen. Doch auch 2010 hat er die komplette Saison bestritten.
Am 19. April 2009 gewann er das Subway Fresh Fit 500 auf dem Phoenix International Raceway im Alter von 50 Jahren und feierte seinen ersten Sieg seit 2005. Seinen zweiten Saisonsieg konnte er bereits ein paar Wochen später beim prestigeträchtigen Southern 500 auf dem Darlington Raceway feiern. Weitere Siege folgten beim LifeLock 400 auf dem Michigan International Speedway, dem LifeLock.com 400 auf dem Chicagoland Speedway und dem Sylvania 300 auf dem New Hampshire Motor Speedway. Er nahm am Chase for the Sprint Cup teil und belegte am Ende der Saison zum fünften Mal in seiner Karriere Platz zwei der Gesamtwertung. Auch die nächsten beiden Jahre fuhr Martin auf Rick Hendricks Bitte hin Vollzeit, gewann jedoch keine Rennen.

### Michael Waltrip Racing
Für 2012 kündete Martin an, nur noch Teilzeit zu fahren. Er entschied sich für Michael Waltrips Team und startete mit einem Toyota Camry. Allgemein verlief die Saison erfolgreich, als Clint Bowyer drei Rennen gewann und Gesamtzweiter hinter Brad Keselowski wurde. Waltrip selbst lag beim Pocono 400 lange in Führung, ehe er sich vier Runden vor Schluss gegen den 31 Jahre jüngeren Joey Logano geschlagen geben musste.
2013 begann für Mark Martin mit einem dritten Platz beim Daytona 500. Beim darauffolgenden Subway Fresh Fit 500 fuhr Martin als zweitältester Fahrer nach Harry Gant eine Pole-Position in der Cup Series ein.

### Stewart-Haas Racing
Eigentlich wollte Mark Martin seine aktive Karriere beenden, aber in der 2013er Saison fuhr Mark Martin seit dem Beinbruch von Tony Stewart den Wagen mit der Nummer 14, die eigentlich Stewart gehört. Er beendete die Saison in diesem Wagen, da Stewart erst zur nächsten Saison wieder einsatzbereit war und er fuhr als ältester Cup Series-Pilot eine Pole-Position ein. Nach Ende der Sprint Cup Saison 2013 kündigte Martin an, sich nun endgültig aus dem aktiven Renngeschehen zurückzuziehen. In der 2014er Saison ist er nur noch in beratender Position und als Testfahrer für Stewart-Haas Racing tätig.